# Harvila herrgård
Harvila (finska: Harviala) är en herrgård i Janakkala kommun i Tavastland i södra Finland. Gården har gett sitt namn till orten Harviala, som tidigare tillhörde Vånå kommun.

## Harvila herrgårds historia
Harvila är mycket gammalt. Byn är troligen från järnåldern. På byns område växte Harvila gård upp under svenska tiden. Harvila gårds förste ägare var Birger jarls son Bengt Birgersson (Bjälboätten), vilken senare kom att tjänstgöra som Linköpings biskop. Harvila var gamla Vånå sockens största sammanhållna egendom. Gården har sålunda sitt arv från medeltiden, då den bl.a. var i släkten Kurcks ägo.
Harvila län, som landområdet kallades, delades vid 1400-talets slut i fyra delar.
Riksrådet Björn Kalunsson köpte år 1527 en fjärdedel av Harvila samt Äikäälä samt land även från Kiiala. Björn Kalunsson var en av Klaus Johanssons ättlingar. Detta sitt land utökade han genom att köpa stora delar av Harvila socken. År 1530 köpte han även Yläne samt Höitilä egendomar. Förutom dessa landområden kring Harvila ägde han land även i andra delar av Tavastland samt i Nyland och i Egentliga Finland. År 1555 var Björn Kalunssons lantegendomar Tavastlands största samt hela Finlands femte i storlek.
Senare kom Harvila herrgård att tillhöra olika svenska adelsätter, vilka inte bodde stadigvarande på Harvila.
Under tidernas gång har till Harvila förts 23 säteri-, frälse- resp. skattehemman, tillhopa 27 mantal. På senare år har från egendomen avstyckats 57 torp, vilkas yta uppgår till 1 939 hektar. I övrigt finns på Harvila herrgårds marker en del torp på ofri grund, vilka uthyres.
Harvila gårds yta var ännu på 1930-talet 10 914,8 hektar; av vilka trädgård 12, åker 430, betesmark 129,58, skogsmark 9 815,26 samt övrig mark 527,96 hektar.

## Harvila gårds ägare
- Bengt Birgersson (Bjälboätten) (Birger Jarls son)
- År 1329 övergick egendomen genom köp till släkten Djekne,
- Kurck,
- Svärd,
- Leijon af Lepas,
- Cruus,
- Wrede af Elimä,
- Lillie,
- De la Gardie
- von Fersen
- Troil

- 1700-talets slut major Otto Joachim Brusin.
- Kommunalrådet O. A. Brusin ombildade år 1908 gården till aktiebolag, vilket tog över gårdens drift.
- År 1913 såldes aktierna till släkten Rosenlew. Aktiebolagets VD var W. Rosenlew, gårdens förvaltare var agronom B. Schildt och för skogsvården svarade jägmästaren, fil. mag herr L. Runeberg